# Villa Max (Ambach)

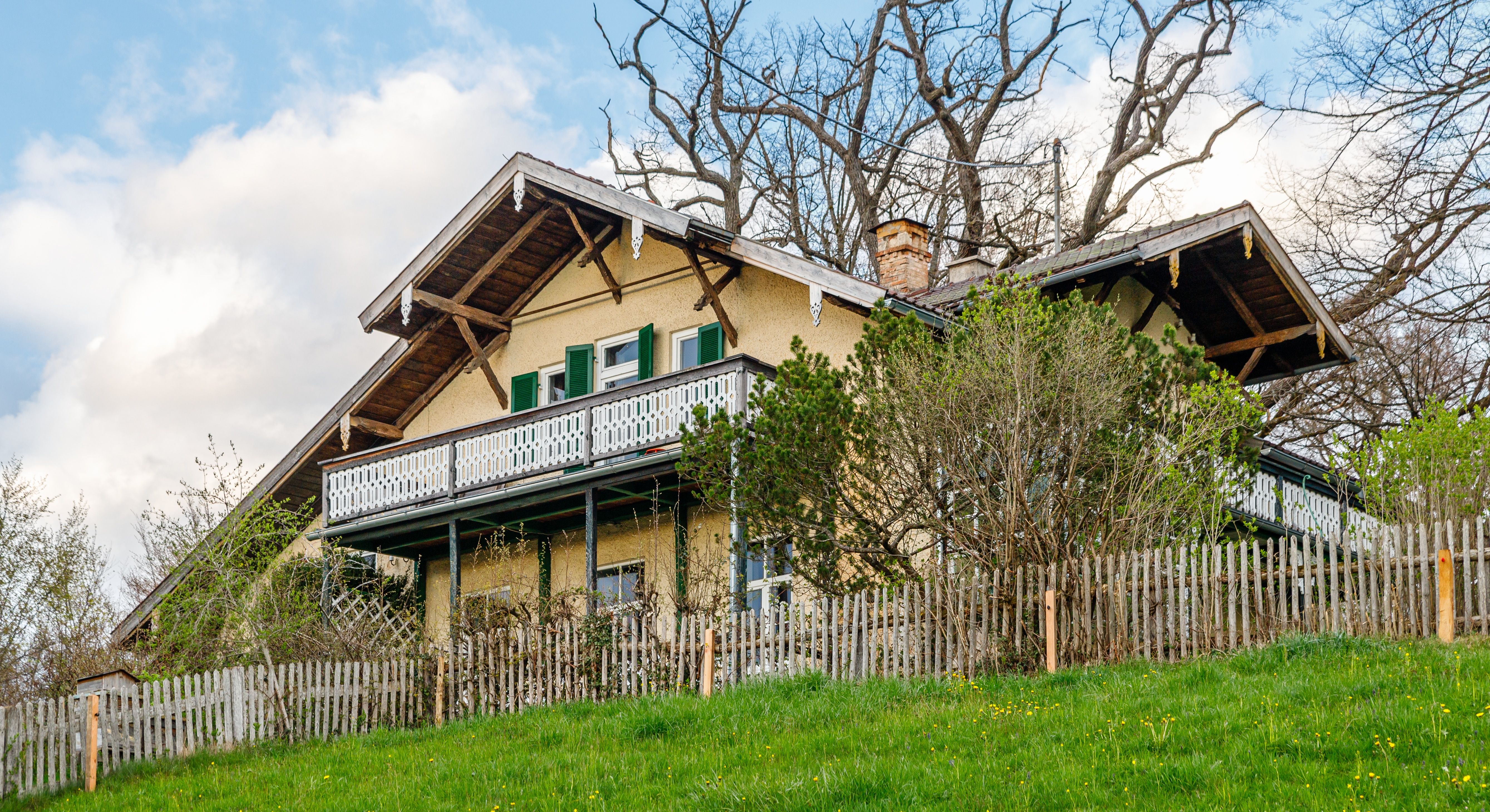
Villa Max in Ambach

Das Künstlerhaus Villa Max in Ambach, einem Ortsteil der oberbayerischen Gemeinde Münsing im Landkreis Bad Tölz-Wolfratshausen, wurde 1872 als Landhaus errichtet und 1893 von Gabriel von Max gekauft und zur Künstlervilla umgebaut. Die Villa mit der Adresse Holzbergstraße 10 ist ein geschütztes Baudenkmal.

## Beschreibung
Der zweigeschossige Flachsatteldachbau mit Zwerchhaus, Veranden und Lauben an der Trauf- und Giebelseite im Süden und Westen wurde 1872 errichtet; das Bootshaus, ein holzverschalter Ständerbau mit Veranda, wurde von Max um 1900 hinzugefügt.

## Geschichte
Die Villa wurde von Charlotte Felshof, der Witwe des Bankiers Max Felshof, 1872 erbaut. 1889 ist als Besitzer Eduard Felshof registriert, der die Villa 1890 an Heinrich Theodor Höch, einen Münchner Bauunternehmer verkauft. Im Jahr seiner Heirat mit seiner zweiten Frau Ernestine Harlander, 1893, erwirbt Gabriel von Max die Villa für 20.000 Mark. Er verbrachte bis 1900 die Sommermonate dort und das restliche Jahr in München, wo er eine großzügige Stadtvilla mit drei Ateliers besaß. Nach 1900 lebte er mit seiner Frau und seinen Tieren, darunter auch immer wieder ein bis zwei Affen, ganz in Ambach. Zu prominenten Besuchern zählten unter anderem Gustav Meyrink und Ernst Haeckel. 1905 überschrieb er das Haus Ernestine Max, geb. Harlander, die es 1921, an die Professorengattin Ella Ehrhard veräußerte.

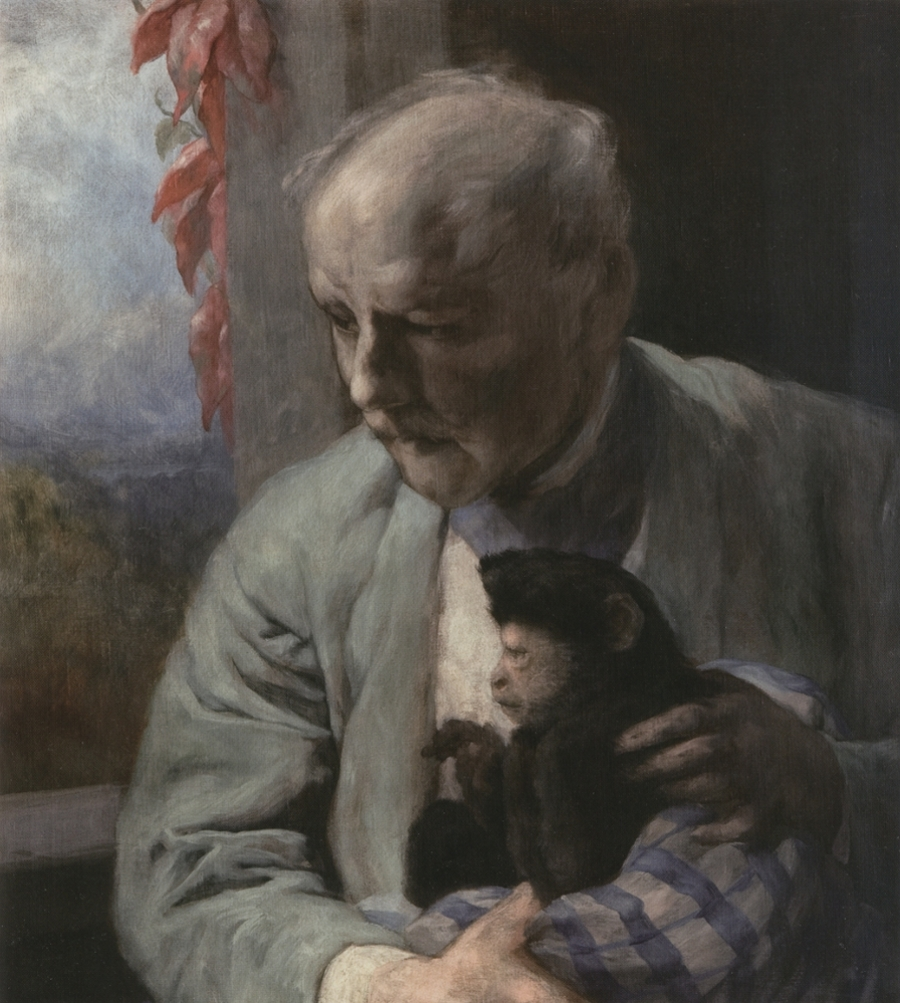
Selbstbildnis mit Affen in Ambach (1910)